# Kasza Imre
Kasza Imre (Lövéte, 1952. szeptember 10. –) muzeológus, grafikus, festő, művészeti író. Művészete mágikusan modern, tiszta, őszinte és egyetemes, benne a 20. és a 21. századi avantgárd és neoavantgárd szemlélete és mesterségbeli tudása.

## Életútja
Középiskoláit Csíkszeredában (1971), főiskolai tanulmányait a kolozsvári Ion Andreescu Képzőművészeti Főiskolán (1976) végezte. Muzeológus-festőként működött a nagyszebeni Brukenthal Múzeumban; 1978-tól a gyermekek vizuális művészi érzékét fejlesztő kísérleti-alkotási kabinetet vezette. Ő tervezte a Rügyek és az Ifjú szívek dala című Hargita megyei gyermekvers-antológiák borítólapját; illusztrációi jelentek meg a Lyceum című csíkszeredai iskolai lapban, valamint a Művelődés, A Hét, Hargita hasábjain. Művészeti írásait a Tribuna Sibiului és a Brukenthal Múzeum katalógusai közölték. 1989-ben kivándorolt Svédországba, ahol rajzot tanít, fest és könyveket ír. 2004. november 16-án Csíkszeredában a Kriterion Ház megrendezte a művész festészeti tárlatát és bemutatta maga a szerző legújabb könyvét, Csak a beérés ideje a biztos címűt. A kötet az élet nagy kérdéseit érinti, vallomásait gyakran versben tudja legjobban kifejezni. A kötetet a csíkszeredai Alutus Kiadó adta közre.
Kasza Imre rendkívül nagy tisztelője a gyermekrajzoknak, gyermekrajz-múzeumokat létesít, köztük Svédországban, Budapesten. Köztéri műve egy oltárkép (Szentkeresztbánya, katolikus templom). Eszpresszív színtechnikával, változatos anyagtechnikával dolgozik, úgymint olaj, pasztell, akvarell, szobor, üvegfestmény, combine painting, assemblage. Művészete Joan Miró szemléletével, mesterségbeli tudásával rokon.

## Könyv
- Csak a beérés ideje a biztos. Emlékek, közhelyek, gondolatok; szerk. Hajdú Farkas-Zoltán; Alutus, Csíkszereda, 2004

## Galéria

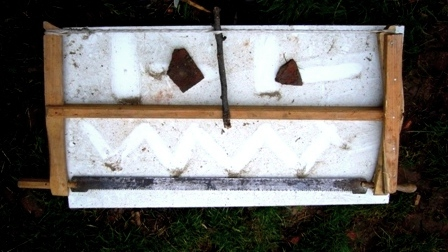
Európa 1
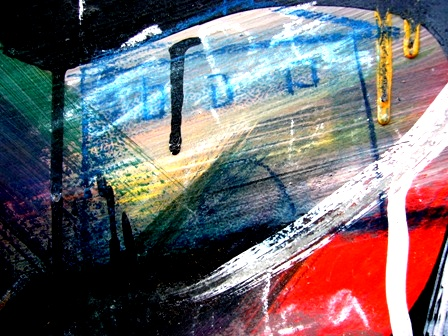
Európa 2

## Díjak, elismerések (válogatás)
- Magyar Kultúra Lovagja (2007)[4]